# Jitozono Masaya
Masaya Jitozono (sinh ngày 6 tháng 9 năm 1989) là một cầu thủ bóng đá người Nhật Bản.

## Sự nghiệp câu lạc bộ
Masaya Jitozono đã từng chơi cho SC Sagamihara.